# Thagria gibba
Thagria gibba är en insektsart som beskrevs av Nielson 1977. Thagria gibba ingår i släktet Thagria och familjen dvärgstritar. Inga underarter finns listade i Catalogue of Life.